# 内藤正明
内藤 正明（ないとう まさあき、1846年（弘化3年9月） - 1913年（大正2年）7月28日）は、幕末の長州藩士。大日本帝国陸軍軍人。最終階級は陸軍中将。位階勲等功級は正四位勲二等功四級。

## 経歴
長州藩士。集義隊小隊長を務めたのち戊辰戦争に従軍。その後歩兵取締を経て、1870年（明治3年）陸軍に入り、1877年（明治10年）西南戦争に従軍する。1889年（明治22年）歩兵第9連隊長に任じ、日清戦争に出征。この間、1892年（明治25年）12月、大佐に進んだ。ついで近衛歩兵第4連隊長を経て、1897年（明治30年）9月、陸軍少将に進級と同時に歩兵第23旅団長に補され、1901年（明治34年）2月、予備役に編入した。
日露戦争の開戦を受け、1904年（明治37年）2月、留守歩兵18旅団長を経て、同年8月、後備歩兵第9旅団長となり、鴨緑江軍隷下として右翼を固めた。1906年（明治39年）5月、陸軍中将に進級と同時に後備役編入となった。

## 親族
- 長男：内藤正太郎（山下汽船常務取締役）[4]